# Siphonogorgia robusta
Siphonogorgia robusta är en korallart som beskrevs av Thomson och Mackinnon 1910. Siphonogorgia robusta ingår i släktet Siphonogorgia och familjen Nidaliidae. Inga underarter finns listade i Catalogue of Life.